# Malin Pettersson
Malin Jenny Pettersson, född 28 maj 1991, är en svensk bordtennisspelare. 
Malin Pettersson spelade (och vann) sin första elitseriematch för klubben Spårvägens BTK som tolvåring, den 28 september 2003. Hon hade inför säsongen 2003–2004 kommit till Spårvägens BTK från Norrköpings BTK.
I april 2006 fick den då 14-åriga Pettersson debutera i seniorlandslaget i samband med lag-VM i Berlin (hon vann sin match med 3–1). Den 5 september 2006 spelade hon i en EM-kvalsmatch mot Grekland. 
Pettersson har tagit 14 guld i ungdoms-SM i singel och blev 2010 för första gången svensk seniormästarinna. I 20-årsåldern beslutade sig för att ta en paus från bordtennisen. Hon lade av med idrotten, och öppnade senare krog i New York.

### Fotnoter
1. ↑  ”Allt om tjejlagen i pingis” (på svenska). Helsingborgs Dagbladet. 22 september 2003. https://www.hd.se/2003-09-22/allt-om-tjejlagen-i-pingis. Läst 5 december 2019.
2. ↑  Ulf Stråhle, Viktor Westi (23 december 2015). ”Malins liv tog ny skruv efter idrottskarriären” (på svenska). Norrköpings Tidningar. https://www.nt.se/sport/malins-liv-tog-ny-skruv-efter-idrottskarriaren-12386084.aspx. Läst 5 december 2019.